# خاویر گونزالس پانتون
خاویر گونزالس پانتون (زاده ۲۱ آوریل ۱۹۸۳) بازیکن والیبال اهل کوبا است. وی عضو تیم ملی والیبال مردان کوبا در قهرمانی جهان ۲۰۰۲ بوده است.

## باشگاه‌ها
- پیمونته (۲۰۱۲-۲۰۱۳)
- آیسول لیون (۲۰۱۵-)